# Eberhard Simons
Eberhard Simons (* 9. Juli 1937 in Chemnitz; † 8. April 2005 in München) war ein deutscher Philosoph und außerplanmäßiger Professor an der Ludwig-Maximilians-Universität München.

## Leben
Nach dem Abitur studierte Simons Katholische Theologie und Philosophie in Innsbruck (am Canisianum), Freiburg und München. Mit Arbeiten zu Karl Rahners Religionsphilosophie promovierte er 1965 zum Dr. theol. und 1967 in Philosophie. Nach seiner Habilitation über das Denken Ernst Blochs im Jahr 1978 folgten Lehrtätigkeiten, unter anderem in Aachen und Münster. Ab 1980 lehrte er in München, dort wurde er 1987 zum außerplanmäßigen Professor ernannt.

## Wirken
Entsprechend seiner Konzeption eines „freiheitlich-dramatischen Philosophierens“ lag der Schwerpunkt seiner Arbeit auf dem Dialog mit seinen Studenten. Seine Vorlesungen in München fanden im Sinne eines studium generale auch unter Fachfremden großen Zuspruch. Sein Verständnis von dionysischem Denken brachte er seinen Hörern vor dem Hintergrund der Werke so unterschiedlicher Philosophen wie Platon, Aristoteles, Hegel, Nietzsche, Heidegger und Foucault nahe.
Im Dialog stand Simons auch mit Karl Rahner, Heinrich Fries und Hermann Krings. Simons war Mitbegründer und Mitglied des wissenschaftlichen Beirats des Nietzsche-Forum München.

## Werke
- Philosophie der Offenbarung in Auseinandersetzung mit „Hörer des Wortes“ von Karl Rahner. (Dissertation). Kohlhammer, Stuttgart 1966. (1994, ISBN 3-429-01581-2)
- Theologisches Verstehen. Philosophische Prolegomena zu einer theologischen Hermeneutik. Patmos-Verlag, Düsseldorf 1969, zusammen mit Konrad Hecker[1]
- Zur Lage der Theologie. Karl Rahner antwortet Eberhard Simons. Patmos Verlag, Düsseldorf 1969.
- Freiheit als Chance. Kirche und Theologie unter dem Anspruch der Neuzeit. Hermann Krings antwortet Eberhard Simons. Patmos Verlag, Düsseldorf 1972.
- Das expressive Denken Ernst Blochs: Kategorien und Logik künstlerischer Produktion und Imagination München, (Habilitationsschrift). Alber 1983, ISBN 3-495-47533-8.
- End-Zeit. Philosophische Vorlesungen 1991/92. edition rz, Berlin
- Anfangs-Zeit. Deutschland heute. Uneingelöste Anfänge europäischer Kultur, Philosophische Vorlesungen 1992. edition rz, Berlin
- „Doch alle Lust will Ewigkeit – will tiefe, tiefe Ewigkeit“ Das Apollinische und das Dionysische in Friedrich Nietzsches Mitternachtslied, Vortrag 1993. edition rz, Berlin, ISBN 3-934848-86-2.
- KOSMOPOLITIE. Philosophische Vorlesungen 1993/94. edition rz, Berlin